# Trenčianske Bohuslavice
Trenčianske Bohuslavice (węg. Bogoszló) – wieś i gmina (obec) w powiecie Nowe Miasto nad Wagiem, w kraju trenczyńskim, w zachodniej Słowacji. Liczy około 925 osób (dane z 2016).

## Historia
W dokumentach historycznych wieś po raz pierwszy została opisana w 1208.

## Geografia
Centrum wsi leży na wysokości 198 m n.p.m. Gmina zajmuje powierzchnię 6,405 km².